# معدة كاتمة صوت
المُعدة كاتمة الصوت (Hush Kit) هي أداة ديناميكية هوائية تستخدم للمساعدة في تقليل الضوضاء الناتجة عن محركات الطائرات النفاثة. عادة ما تُثبت هذه الأجهزة على المحركات التوربينية القديمة والمحركات التوربينية المروحية المنخفضة الالتفافية، حيث أنها أعلى بكثير من المحركات التوربينية المروحية عالية الالتفافية.
تستخدام المُعدة كاتمة الصوت (Hush Kit) لأن المحركات في الطائرات النفاثة تولد كمية كبيرة من الضوضاء، مما يزيد بشكل ملحوظ من التلوث الضوضائي بالقرب من المطارات.

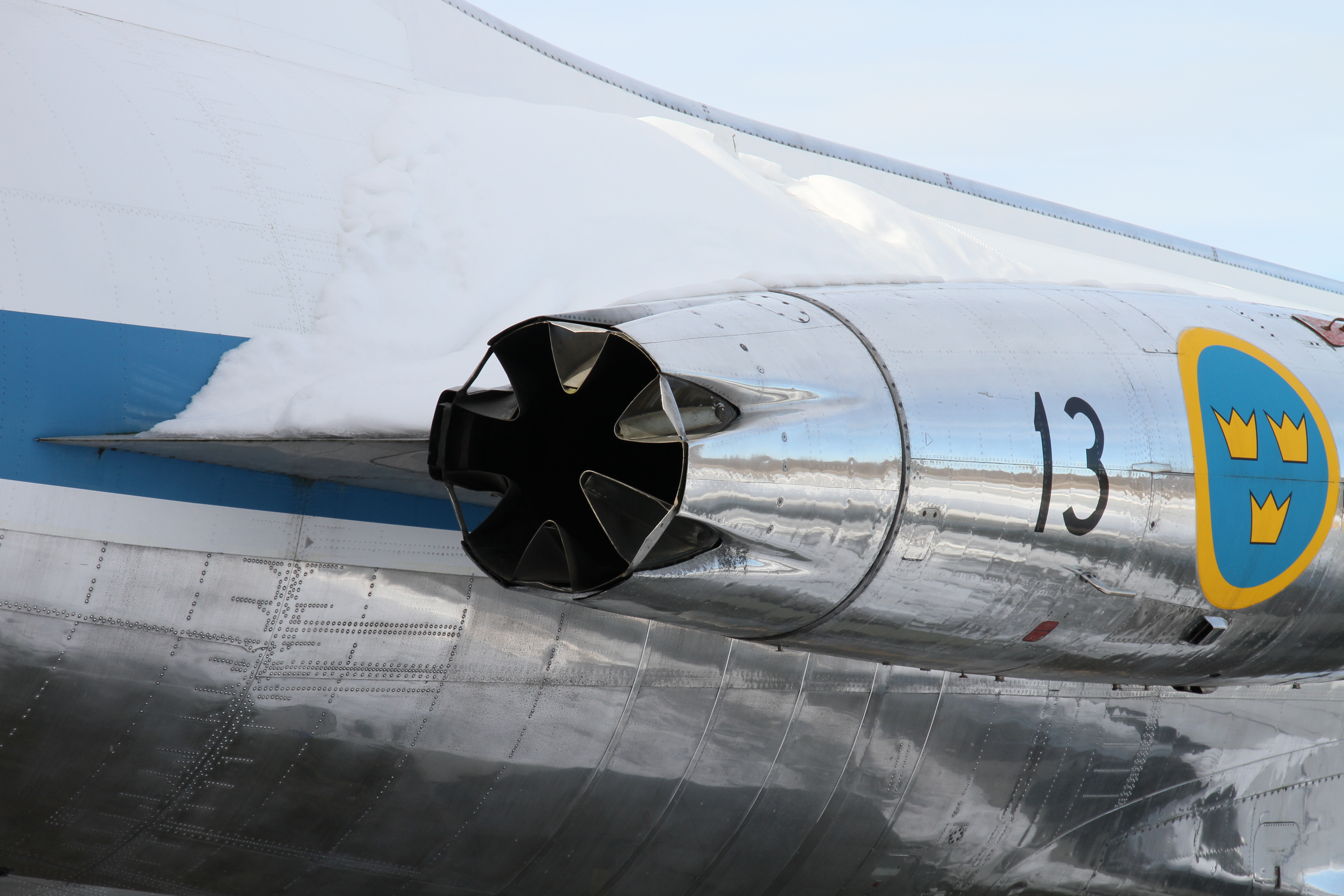
المُعدة كاتمة الصوت (Hush Kit) وهى مثبتة على قافلة سلاح الجو السويدي Sud Caravelle.

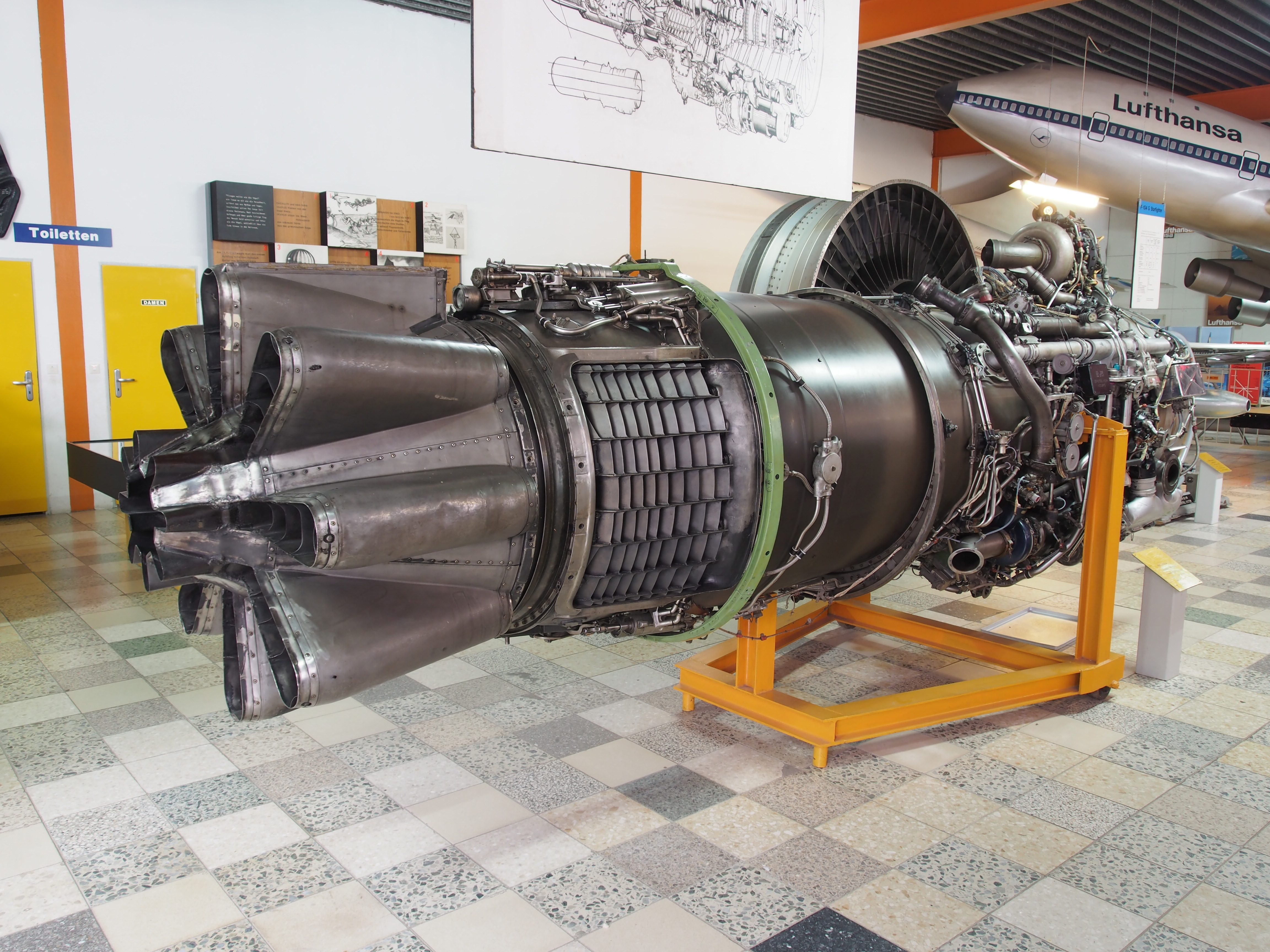
رولز رويس كونواي (Mk508 (1959 المستخدمة في طراز بوينغ 707-420 في المتحف الألمانى Flugausstellung في هيرمسكايل ألمانيا، الصورة 1

## التصميم
الشكل الأكثر شيوعًا للمُعدة كاتمة الصوت (Hush Kit) هو خلاط عادم متعدد الفصوص. يتم تركيب هذه المُعدة في الجزء الخلفي من المحرك وهو يخلط غازات العادم في النفاثة مع الهواء المحيط به وكمية صغيرة من هواء الجانبى الموجود أيضًا.
تعتمد المحركات التوربينية المروحية عالية الالتفافيه على هذا المبدأ من خلال استخدام هواء الالتفافية المتاح لإحاطة العادم النفاث الأساسي في مؤخرة المحرك، مما يقلل من الضوضاء.
تقوم معظم المُعدات الكاتمة للصوت (Hush Kit) بإجراء المزيد من التعديلات على العادم، بما في ذلك أنابيب العادم التي يتم معالجتها بشكل صوتي، ومدخل مراوح الطائرة المعدلة وريش مراوح التوجيه. وهذا يقلل من انتشار الضوضاء العالية الناتجة عن المروحة الصغيرة عالية السرعة.
هذا النوع من الضجيج العالي هو مشكلة أقل بكثير في المحركات التوربينية الحديثة عالية الالتفافي، حيث أن المراوح الأمامية أكبر من التي تُستخدم فهى مصممة لتدور بسرعات أقل بكثير من تلك الموجودة في المحركات التوربينية الأقدم، والمحركات التوربينية المروحية منخفضة الالتفافيه.

## الاستخدام
تم تصميم الطائرات الحديثة المزودة بمحركات توربينية مروحية عالية الالتفافية لتتوافق مع قوانين الضوضاء مكافحة الضوضاء الجوية المعاصرة وأنظمة الإيكاو (ICAO).
العديد من الطائرات القديمة التي لا تزال في الخدمة (عادة ما تكون في نقل البضائع) تحتوي على المُعدات الكاتمة للصوت (Hush Kit) التي تم تحديثها بحيث تكون قادرة على التوافق مع أنظمة الضوضاء اللازمة للعمل في العديد من المطارات التجارية. Mola, Roger A. (January 2005). "Hush Kits". Air & Space/Smithsonian. Retrieved 25 December 2016.
وهذه بعض الأمثلة:
- بوينج 707
- بوينج 727
- بوينج 737-200
- دوغلاس دي سي 8
- دوغلاس دي سي -9
- توبوليف تو -154

يمكن أيضا العثور على المُعدات الكاتمة للصوت (Hush Kit) في الطائرات التجارية الصغيرة والطائرات الأخرى التي تكون أصغر من أن يتم تركيبها بمحركات توربينية مروحية ضخمة عالية الالتفافية. في كثير من الحالات، يتم تصنيع هذه الطائرات مع المُعدات الكاتمة للصوت (Hush Kit) المثبتة كطريقة أكثر اقتصادا للوفاء بالقيود المفروضة على الضوضاء وهذا أفضل من إجراء تغييرات باهظة في المحرك أو التصميم. وتعتبر طائرة Gulfstream II وغلف ستريم الثالثة أمثلة على هذه الطائرات.

## التأثير
يمكن للمُعدات الكاتمة للصوت (Hush Kit) أن تؤثر سلبًا على نطاق وأداء الطائرات التي يتم تركيبها عليها بسبب الوزن الزائد التي تسببه. كما أنه يقلل من أداء المحرك والكفاءة الديناميكية الهوائية. على سبيل المثال، عندما أضُيفت المُعدة الكاتمة للصوت (Hush Kit)إلى طائرة غرومان غلف ستريم الثانية أضافت 106 كيلوجرام أي (234 رطل) إلى وزن الطائرة الإجمالي البالغ 65500 رطل (29700 كجم)، مسبباً إنخفاض بنسبة 1.6% في المسافة التي يفترض أن تقطعها الطائرة.
وبالنسبة إلى الطائرة غلف ستريم الثالثة تزن المُعدة الكاتمة للصوت (Hush Kit) حوالي 170 كيلوجرام (370 رطلاً) وتسبب نقصانا بنسبة 2% في المسافة نظريا، لكن هذا لم يلاحظ في الرحلات العملية.
على طائرة أكبر، مثل طائرة بوينغ 727 من شركة فيديرال إكسبريس، تضيف المُعدة الكاتمة للصوت (Hush Kit)صافى 410 كيلوغرامات (900 رطل) من الوزن الإضافي (يصل وزن الطائرة الإجمالي إلى 86000 كيلوجرام (190.000 رطل)) وينتج عن ذلك زيادة بنسبة 0.5% في حرق الوقود خلال الرحلات القصيرة (ولكن لا توجد زيادة ملحوظة للرحلات الطويلة).

## اللوائح
في حين أن المُعدات الكاتمة للصوت (Hush Kit) تقلل بشكل فعال من انبعاثات الضوضاء من الطائرات القديمة إلا أنه لا يمكن دائما تقليل الضوضاء إلى مستوى الطائرات الحديثة بتكلفة معقولة.
في عام 1999، أدى هذا الأمر إلى وجود نزاع تنظيمي بين الولايات المتحدة والاتحاد الأوروبي، حيث اقترح الاتحاد الأوروبي قانونًا جديدًا للضوضاء يمنع بشكل فعال استخدام المُعدات الكاتمة للصوت (Hush Kit) في أوروبا.
مما يؤدي لتقليل قيمة الطائرات الأمريكية التي تستخدم المُعدات الكاتمة للصوت (Hush Kit) وتضر بأرباح مصنعي المُعدات الأمريكيين.
تم تمرير لائحة الاتحاد الأوروبي رقم 925/99 بسبب التهديدات الأمريكية لحظر الكونكورد (أول طائرة تجارية أسرع من الصوت لنقل الركاب الذي صُنعت بشكل مشترك من قبل الشركات المصنعة للطائرات في بريطانيا العظمى وفرنسا). ولكنها ألغيت فيما بعد بموجب توجيه الاتحاد الأوروبي رقم 2002/30 / EC الصادر في 26 مارس 2002.

## انظر إيضاً
- محرك عنفي مروحي
- أجهزة طرف الجناح

## وصلات خارجية
- http://news.bbc.co.uk/2/hi/business/291304.stm
- https://www.nasa.gov/centers/glenn/about/fs03grc.html